# 51826 Kalpanachawla
51826 Kalpanachawla este o planetă minoră (asteroid), cu un diametru de 6,947 km, din centura de asteroizi. A fost descoperită pe 19 iulie 2001 la Observatorul Palomar de Near Earth Asteroid Tracking și a fost numită după Kalpana Chawla. 
Obiectul prezintă o orbită caracterizată de o semiaxă mare de 3,0778276438311 UAi, o excentricitate de 0,09, o înclinație de 9,577 ° în raport cu ecliptica.